# Königreich Kurdistan

Vermutliche Flagge des Königreichs Kurdistan

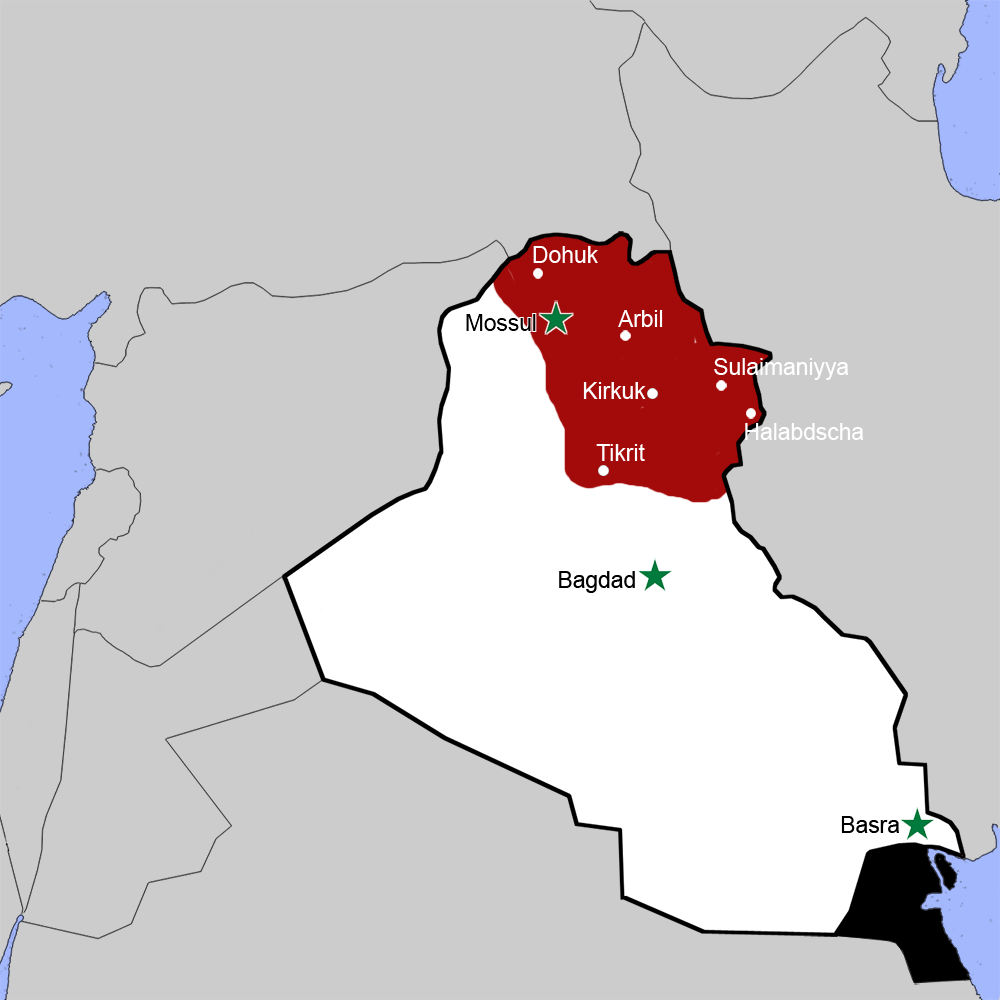
Das zwischen der Türkei, Großbritannien und dem Irak umstrittene Mossul-Gebiet (rot)

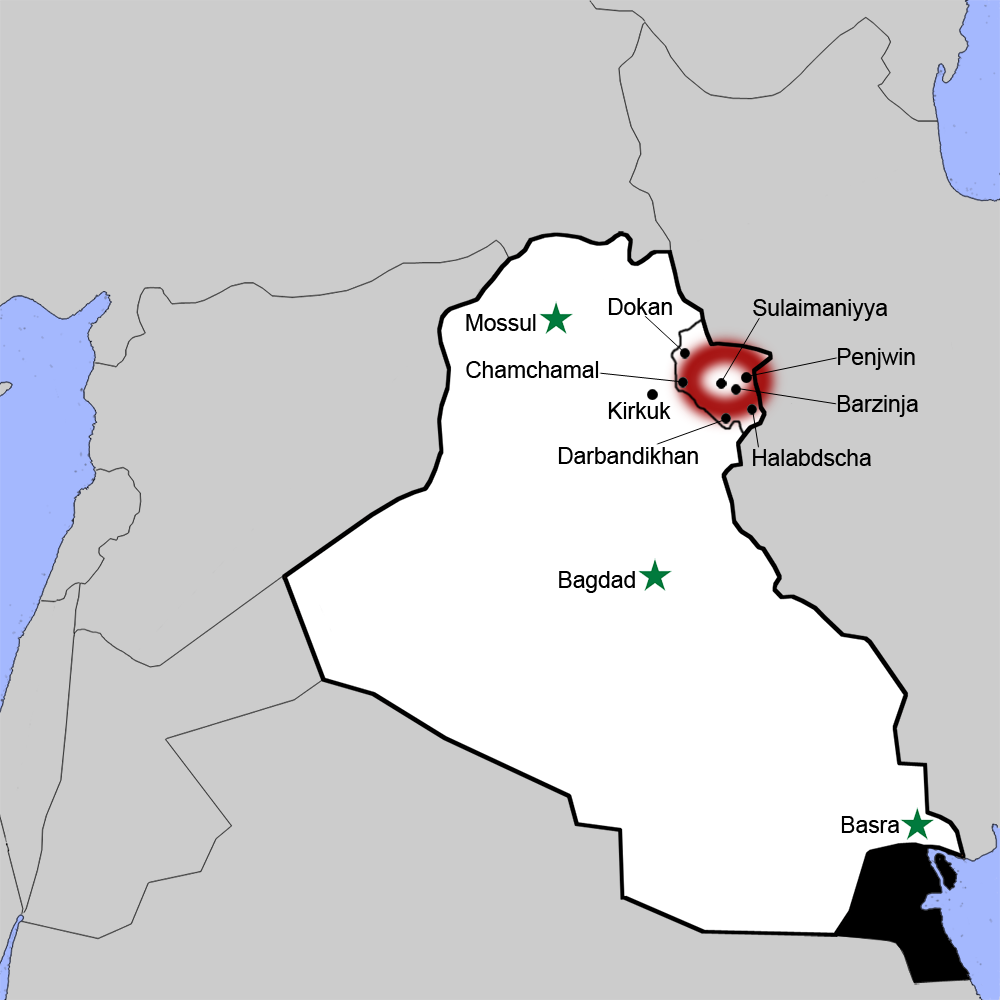
Provinz Sulaimaniyya im Königreich Irak (1921 bis 1958) und die Berzincî-Revolte von 1919 (rot) in dieser Provinz

Das Königreich Kurdistan (kurdisch Memlekey Kurdistan) war ein international nicht anerkanntes kurzlebiges Staatsgebilde im Nordirak von Oktober 1922 bis Juli 1924 unter dem König (malik) Mahmud Barzandschi.

## Geschichte

### Hintergrund
Großbritannien eroberte im Ersten Weltkrieg die osmanischen Provinzen Mosul, Bagdad und Basra. Nach dem Krieg erhielt Großbritannien vom Völkerbund ein Mandat über diese Provinzen und schuf 1920 das Britische Mandat Mesopotamien. Allerdings gab es mit der Türkei ein Problem über die Zugehörigkeit der Provinz Mosul zum Mandatsgebiet. Diese Mosul-Frage sollte erst 1926 gelöst werden. Die Briten richteten im kurdischen Teil der Provinz Mosul in Anlehnung an die Stammesregierung in den Stammesgebieten unter Bundesverwaltung in Britisch-Indien eine Regierung aus Stammesführern ein. Als Gouverneur des Sandschaks Sulaimaniyya wurde der Scheich Mahmud Barzandschi in Sulaimaniyya eingesetzt. Er benutzte seine Stellung für einen Aufstand gegen die Briten. 1919 wurde er besiegt und ins Exil geschickt. Während der britischen Herrschaft arbeitete die Kolonialverwaltung intensiv am Aufbau eines zuvor in der Bevölkerung kaum verbreiteten kurdischen Nationalbewusstseins, da es Pläne gab, aus dem türkischen und irakischen Teil Kurdistans einen von Großbritannien abhängigen, formal unabhängigen kurdischen Staat zu schaffen.

### Gründung des Königreiches
1921 wurde Mahmud Barzandschi in der Hoffnung, er werde die Briten im Kampf gegen mit der kemalistischen Regierung der Türkei verbündete Stämme unterstützen, begnadigt und wieder als Gouverneur von Sulaimaniyya eingesetzt, wo er am 10. Oktober (nach anderen Angaben im Oktober 1922) eine kurdische Regierung benannte und einen unabhängigen Staat ausrief. Sulaimaniyya erklärte er zur Hauptstadt des Königreiches Kurdistan. Zuvor wurde er vom Kabinett zum König ernannt.
Das Kabinett bestand aus folgenden Ministern:
- Premierminister: Scheich Qadir Hafeed (Bruder von Mahmud Barzandschi)
- Sittenminister: Ahmed Bagy Fatah Bag
- Verteidigungsminister: Zaky Sahibqran
- Erziehungsminister: Mustafa Pascha Yamolki
- Finanzminister: Abdulkarim Alaka (ein Christ)
- Innenminister: Scheich Mohammed Gharib
- Justizminister: Hajy Mala Saeed Karkukli
- Arbeitsminister: Hema Abdullah Agha

Die Armee des Königreiches wurde Kurdische Nationale Armee genannt.

### Krieg mit Großbritannien
Das Königreich wurde von Großbritannien nicht anerkannt und militärisch bekämpft. Der König versuchte seinen Herrschaftsbereich, der sich kaum über die Umgebung von Sulaimaniyya hinaus erstreckte, zu erweitern, scheiterte aber am Widerstand der Stämme der Dschaf und Pischdar, die sich größtenteils gegen ihn stellten. Auch unter intellektuellen kurdischen Nationalisten machte er sich unbeliebt, indem er die Hoffnungen einiger aus Bagdad angereister Vertreter auf Beteiligung an der Regierung nicht erfüllte und einen von ihnen ermorden ließ. Die Briten setzten gegen das Königreich die Royal Air Force ein. Im Rahmen der zur Aufstandsbekämpfung im Irak eigens entwickelten Doktrin der rule by bomb wurde Sulaimaniyya zwischen März 1923 und Mai 1924 viermal bombardiert, wodurch über 95 % der Einwohner vorübergehend aus der Stadt flohen. Im Juli 1924 eroberten britische Truppen Sulaimaniyya zurück, 1926 sprach der Völkerbund die Provinz Mosul dem Irak zu; die irakische Regierung musste den Kurden allerdings Sonderrechte zusichern.